# Ursula Herking

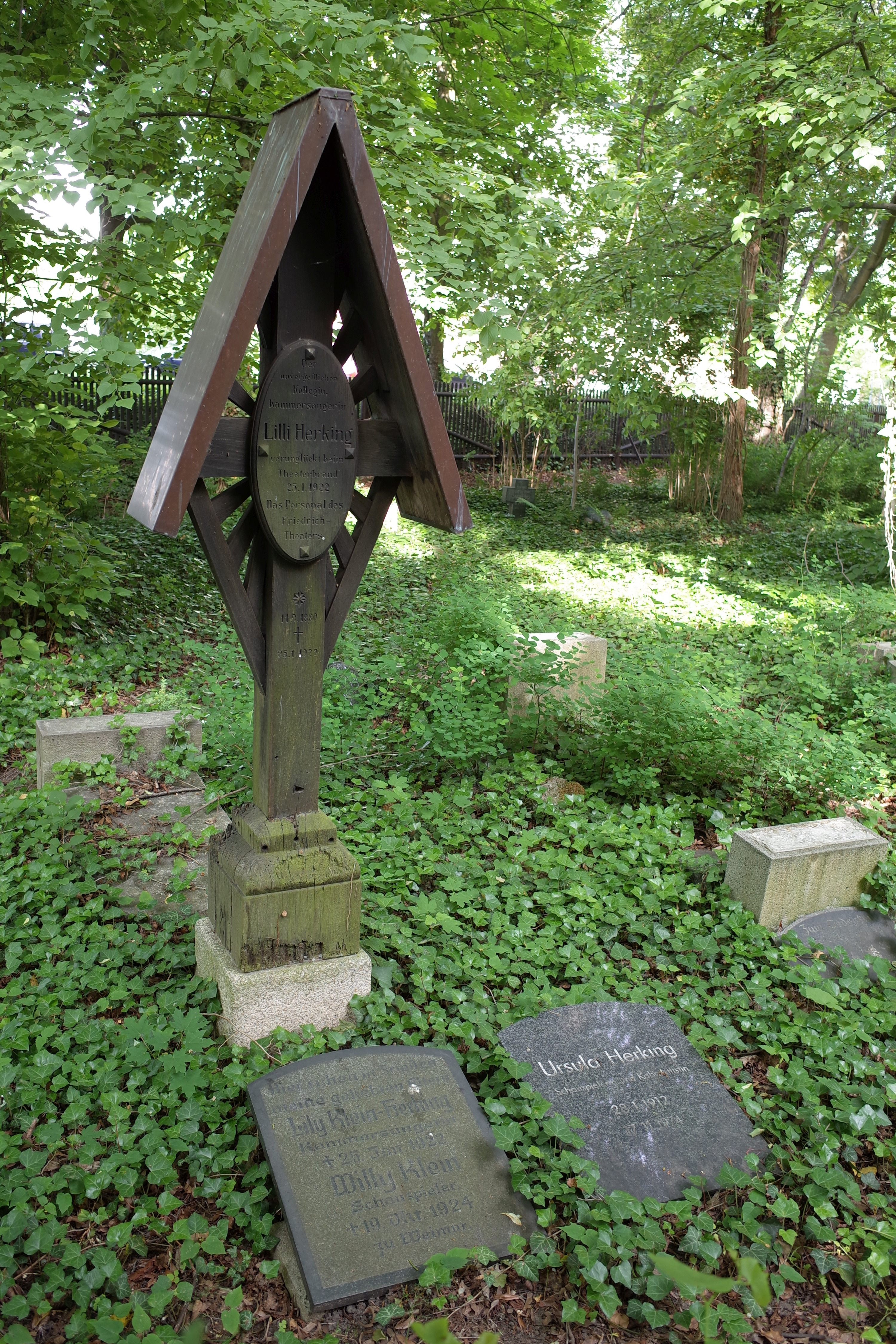
Ruhestätte in Dessau

Ursula Herking (* 28. Januar 1912 in Dessau; † 17. November 1974 in München; eigentlich: Ursula Natalia Klein) war eine deutsche Schauspielerin und Kabarettistin.

## Leben
Ursula Herking war die Tochter der Theaterschauspielerin und Sängerin Lily Herking, die beim Brand des Hoftheaters (heute: Altes Theater) in Dessau am 25./26. Januar 1922 ums Leben kam. Nach ersten Auftritten in Dessau ging sie 1928 nach Berlin, bestand aber die Aufnahmeprüfung an der Staatlichen Schauspielschule nicht. Daraufhin nahm sie bis 1930 Unterricht an der Schauspielschule von Leopold Jessner.
Sie begann anschließend ihre Karriere am Friedrich-Theater ihrer Heimatstadt Dessau, wo sie die Seeräuber-Jenny in Die Dreigroschenoper und die Großmutter in Emil und die Detektive darstellte. 1933/34 spielte sie am Staatstheater Berlin und wirkte bis zur Schließung 1935 in Werner Fincks Kabarett Die Katakombe mit.
Außer beim Boulevardtheater erhielt sie ab 1933 zahlreiche Filmrollen. In ihren oft nur kurzen, aber prägnanten Auftritten verkörperte sie kumpelhafte, schlagfertige Frauen aus dem Volk. Nach der Theaterschließung im Herbst 1944 arbeitete sie zwangsverpflichtet in einem Rüstungsbetrieb. Sie stand 1944 in der Gottbegnadeten-Liste des Reichsministeriums für Volksaufklärung und Propaganda.
Nach dem Krieg ging sie nach München und war ab 1946 der Star in Rudolf Schündlers Münchner Nachkriegskabarett Die Schaubude, wo Erich Kästner, Axel von Ambesser und Herbert Witt zu den Hausautoren zählten. Berühmtheit erlangte sie unter anderem mit ihrer Interpretation von Kästners Marschlied 1945 (… |Meine Schuh’ sind ohne Sohlen, | und mein Rucksack ist mein Schrank, | meine Möbel ham die Polen | und mein Geld die Dresdner Bank.| …)
1948 war sie Mitbegründerin des Theaters Die Kleine Freiheit, und 1956 gehörte sie zur ersten Generation der Münchner Lach- und Schießgesellschaft. Weitere Stationen waren unter anderem das Kom(m)ödchen in Düsseldorf und die Berliner Kabarette Der Rauchfang und Die Hinterbliebenen. Nicht nur im Kabarett, sondern auch als Diseuse machte sie sich einen Namen. Unter anderem ist sie auf der Schallplatte Frivolitäten – 10 Diseusen – 10 Chansons von Polydor zu hören. Mit Wolfgang Neuss und Wolfgang Müller gründete sie 1951 in West-Berlin das Kabarett Nürnberger Trichter.
Daneben ging ihre Filmarbeit mit Chargenrollen vor allem als resolute, oft etwas schrullige Dame weiter; die einzige bedeutende Rolle erhielt sie 1955 in dem Antikriegsfilm Kinder, Mütter und ein General als beherzte Mutter, die 1945 ihren kriegsbegeisterten halbwüchsigen Sohn retten will.
Beim Theater spielte sie an der Kleinen Freiheit 1966 die Präsidentin in Jacques Devals Eine Venus für Milo und 1967 June Buckridge in Frank Marcus’ Schwester George muß sterben. Beim Westfälischen Landestheater in Castrop-Rauxel übernahm sie 1968 die Titelrolle in Die Mutter und am Jungen Theater Hamburg 1972 in Rolf Hochhuths Die Hebamme. In Bern verkörperte sie 1973/74 die Winnie in Samuel Becketts Glückliche Tage. Weitere Auftritte hatte sie an der Komödie Berlin und seit Anfang der 1970er Jahre am Landestheater Tübingen, am Ernst-Deutsch-Theater in Hamburg und am Volkstheater Millowitsch in Köln. Auch in der im Fernsehen erfolgreichen Rudi Carrell Show trat sie auf.
1967 erhielt sie den Schwabinger Kunstpreis. Auch wurde ihr ein Stern im Walk of Fame des Kabaretts gewidmet.
In erster Ehe war Ursula Herking mit dem Industriemanager und späteren CSU-Mitbegründer Johannes Semler verheiratet. Dieser Ehe entstammen die beiden Kinder Susanne Hess (1937–2020) und Christian Semler (1938–2013).
Die Schauspielerin starb am 17. November 1974 an den Folgen eines Herzinfarktes. Sie wurde auf dem Münchner Westfriedhof beerdigt. Im Jahr 2012 wurde die Urne aus dem in München aufgelassenen Grab auf Betreiben ihres Sohnes Christian in das Grab ihrer Eltern Lily Herking und Willy Klein auf den Friedhof III in Dessau umgebettet.
1981 wurde im Münchener Stadtteil Neuperlach der Ursula-Herking-Weg nach ihr benannt.

## Filmografie
- 1933: Wasser hat Balken
- 1934: Lottchens Geburtstag
- 1935: Wer wagt – gewinnt
- 1935: Liebesleute
- 1936: Das häßliche Entlein
- 1936: Hier irrt Schiller
- 1936: Heiratsbüro Fortuna
- 1936: Stärker als Paragraphen
- 1936: Onkel Bräsig
- 1936: Die letzten Grüße von Marie
- 1936: Susanne im Bade
- 1937: Der glückliche Finder
- 1937: Togger
- 1937: Meine Frau, die Perle
- 1937: Sherlock Holmes
- 1937: Die Kronzeugin
- 1937: Unter Ausschluß der Öffentlichkeit
- 1937: Gasparone
- 1938: Kleiner Mann – ganz groß
- 1938: Eine Nacht im Mai
- 1938: Ida
- 1938: Rote Orchideen
- 1938: Der Tag nach der Scheidung
- 1938: Die 4 Gesellen
- 1939: Zwölf Minuten nach Zwölf
- 1939: Familie auf Bestellung
- 1939: Fräulein
- 1939: Heimatland
- 1939: Rote Mühle
- 1939/41: Frauen sind doch bessere Diplomaten
- 1940: Fahrt ins Leben
- 1940: Frau nach Maß
- 1940: Alles Schwindel
- 1940: Was wird hier gespielt?
- 1940: Der liebe Besuch
- 1940: Das Herz der Königin
- 1940: Kora Terry
- 1941: Spähtrupp Hallgarten
- 1941: Eine Nacht in Venedig
- 1941: Auf Wiedersehn, Franziska
- 1941: Frau Luna
- 1941: Annelie
- 1941: Ein Windstoß
- 1942: Hab mich lieb!
- 1942: Geliebter Schatz
- 1943: Liebeskomödie
- 1943: Kollege kommt gleich
- 1943: Ein Mann mit Grundsätzen?
- 1943: Akrobat schö-ö-ö-n
- 1943/46: Peter Voss, der Millionendieb
- 1944: Die Affäre Roedern
- 1944: Nora
- 1944: Eine Frau für drei Tage
- 1944: Ein fröhliches Haus
- 1944/48: Eine reizende Familie
- 1944/52: Das Mädchen Juanita
- 1945: Das seltsame Fräulein Sylvia (unvollendet)
- 1949: Krach im Hinterhaus
- 1949: Einmaleins der Ehe
- 1950: Schatten der Nacht
- 1950: Schön muß man sein
- 1950: Export in Blond
- 1950: Dreizehn unter einem Hut
- 1950: Absender unbekannt
- 1950: Wenn eine Frau liebt
- 1950: Mädchen mit Beziehungen
- 1950: Wer fuhr den grauen Ford?
- 1950: Furioso
- 1951: Eine Frau mit Herz
- 1951: Die Frauen des Herrn S.
- 1951: Schatten über Neapel
- 1951: Engel im Abendkleid
- 1951: Das späte Mädchen
- 1952: Der keusche Lebemann
- 1952: Tanzende Sterne
- 1952: Der Tag vor der Hochzeit
- 1953: Hollandmädel
- 1953: Keine Angst vor großen Tieren
- 1953: Die Kaiserin von China
- 1953: Ich und Du
- 1954: Columbus entdeckt Krähwinkel
- 1954: Keine Angst vor Schwiegermüttern
- 1954: Ball der Nationen
- 1955: Die spanische Fliege
- 1955: Vom Himmel gefallen (Special Delivery)
- 1955: Unternehmen Schlafsack
- 1955: Squirrel (Fernsehfilm)
- 1955: Kinder, Mütter und ein General
- 1956: Hilfe – sie liebt mich!
- 1956: Kirschen in Nachbars Garten
- 1956: Skandal um Dr. Vlimmen
- 1956: Ein Herz kehrt heim
- 1956: Nichts als Ärger mit der Liebe
- 1956: Das alte Försterhaus
- 1956: Ich und meine Schwiegersöhne
- 1956: Musikparade
- 1956: Ein Mann muß nicht immer schön sein
- 1957: Witwer mit fünf Töchtern
- 1957: Weißer Holunder
- 1957: 2 Herzen voller Seligkeit
- 1957: Die unentschuldigte Stunde
- 1958: Der Filmschnitt (Kurzfilm)
- 1958: Münchhausen in Afrika
- 1958: Solange das Herz schlägt
- 1958: Der lachende Vagabund
- 1959: Frau im besten Mannesalter
- 1959: Traumrevue
- 1959: Das blaue Meer und Du
- 1959: Ja, so ein Mädchen mit 16
- 1959: Heimat – Deine Lieder
- 1959: Kasimir und Karoline
- 1960: Immer will ich dir gehören
- 1960: Pension Schöller
- 1960: Sooo nicht, meine Herren!
- 1961: Bankraub in der Rue Latour
- 1961: Davon träumen alle Mädchen
- 1962: Verrückt und zugenäht
- 1962: Nie hab ich nie gesagt
- 1963: Annis Gäste (Kurzfilm, Erzählerin)
- 1963: Tim Frazer (Durbridge-Sechsteiler)
- 1963–1965: Die Karte mit dem Luchskopf (Serie)
- 1965: Mädchen hinter Gittern
- 1967: Bericht eines Feiglings
- 1968: Die Katze (Fernsehfilm)
- 1970: Gefährliche Neugier
- 1970: Dem Täter auf der Spur (Folge Schlagzeile: Mord)
- 1970/1971: Rudi Carrell Show (Folgen Flughafen, Schule, Camping)
- 1971: Der Vereinsmeier (Folge Falscher Alarm)
- 1972: Tatort: Der Fall Geisterbahn
- 1972: Dem Täter auf der Spur (Folge In Schönheit sterben)
- 1972: Die Vitrine (Fernsehfilm)
- 1972: Zufall, alles Zufall oder Die vertagte Hochzeitsnacht (Fernsehfilm)
- 1973: Je später der Abend (Talk-Show; Folge Ursula Herking und Rolf Hochhuth)
- 1974: Zwischenstationen (Folge Sag' mir, wenn ich sterben muss)
- 1974: Tante Jutta aus Kalkutta (Fernsehfilm)

## Hörspiele
- 1949: Falsch verbunden (nach Lucille Fletcher) – Regie: Karlheinz Schilling
- 1950: Aus der Traum (von Jürgen Eckardt) – Regie: Ludwig Cremer
- 1950: Ein Tag wie morgen (von Ernst Schnabel) – Regie: Fritz Schröder-Jahn
- 1950: Geschlossene Gesellschaft (nach Jean-Paul Sartre) – Regie: Hartmann Goertz
- 1952: Abel Brodersen (nach Knut Hamsun) – Regie: Hans Kettler
- 1953: Der Engel antwortete (von Anton Betzner) – Regie: Wilhelm Semmelroth
- 1954: Kleiner Papa Schildkröte (nach Carl Erik Soya) – Regie: Ulrich Lauterbach
- 1956: Herkules und der Stall des Augias (von Friedrich Dürrenmatt) – Regie: Walter Ohm (nur Chansons)
- 1960: Geronimo und die Räuber (von Josef Martin Bauer) – Regie: Heinz-Günter Stamm
- 1962: Der vierte Platz; 3. Teil: Mein tanzendes Kind  (von Horst Mönnich) – Regie: Friedhelm Ortmann
- 1967: Hammer des Todes  (nach Angus MacVicar) – Regie: Andreas Weber-Schäfer
- 1970: Faust – Der Tragödie dritter Teil (3. Teil)  (nach Friedrich Theodor von Vischer) – Regie: Ludwig Cremer
- 1971: Fest des Meeres  (nach Christer Brosjö und Anders Carlberg ) – Regie: Walter Netzsch und Georg Felsberg

## Autobiographie
- Ursula Herking, Danke für die Blumen. Erinnerungen. Heyne, München 1973, ISBN 3-453-00473-6 (Heyne-Buch 5135).